# Uropterygius nagoensis
Uropterygius nagoensis és una espècie de peix de la família dels murènids i de l'ordre dels anguil·liformes.

## Morfologia
Els mascles poden assolir els 71,3 cm de longitud total.

## Distribució geogràfica
Es troba a les Illes Ryukyu, Taiwan, Indonèsia, Papua Nova Guinea i Tonga.